# Вабаска 166B
Вабаска 166B (англ. Wabasca 166B) — індіанська резервація в Канаді, у провінції Альберта, у межах муніципального району Лессер-Слейв-Рівер № 124.

## Населення
За даними перепису 2016 року, індіанська резервація нараховувала 190 осіб, показавши скорочення на 24,0%, порівняно з 2011-м роком. Середня густина населення становила 7,4 осіб/км².
З офіційних мов обидвома одночасно не володів жоден з жителів, тільки англійською — 190, а 5 — жодною з них. Усього 80 осіб вважали рідною мовою не одну з офіційних, з них 75 — одну з корінних мов.
Працездатне населення становило 32% усього населення, рівень безробіття — 25%.

## Клімат
Середня річна температура становить 1,3°C, середня максимальна – 20,6°C, а середня мінімальна – -22,3°C. Середня річна кількість опадів – 465 мм.
| Клімат поселення                              | Клімат поселення | Клімат поселення | Клімат поселення | Клімат поселення | Клімат поселення | Клімат поселення | Клімат поселення | Клімат поселення | Клімат поселення | Клімат поселення | Клімат поселення | Клімат поселення | Клімат поселення |
| Показник                                      | Січ.             | Лют.             | Бер.             | Квіт.            | Трав.            | Черв.            | Лип.             | Серп.            | Вер.             | Жовт.            | Лист.            | Груд.            |                  |
| Середній максимум, °C                         | −9,56            | −5,92            | 0,05             | 8,83             | 15,43            | 19,93            | 20,60            | 19,67            | 14,19            | 8,56             | −1,45            | −7,83            |                  |
| Середня температура, °C                       | −15,93           | −12,29           | −6,32            | 2,46             | 9,07             | 13,55            | 15,75            | 14,84            | 9,34             | 3,72             | −6,29            | −12,66           |                  |
| Середній мінімум, °C                          | −22,3            | −18,68           | −12,7            | −3,9             | 2,70             | 7,19             | 10,92            | 9,99             | 4,51             | −1,12            | −11,12           | −17,52           |                  |
| Норма опадів, мм                              | 23               | 18               | 16               | 22               | 47               | 76               | 94               | 63               | 40               | 25               | 19               | 22               |                  |
| Середньомісячна швидкість вітру, м/с          | 3.00             | 2.91             | 3.20             | 3.36             | 3.40             | 3.06             | 2.80             | 2.80             | 3.00             | 3.39             | 3.10             | 3.01             |                  |
| Середньомісячна сонячна радіація, кДж/м²·день | 2826             | 6149             | 11542            | 17105            | 20551            | 21880            | 21428            | 17459            | 11472            | 6377             | 3056             | 1925             |                  |
| --------------------------------------------- | ---------------- | ---------------- | ---------------- | ---------------- | ---------------- | ---------------- | ---------------- | ---------------- | ---------------- | ---------------- | ---------------- | ---------------- | ---------------- |
| Джерело:                                      |                  |                  |                  |                  |                  |                  |                  |                  |                  |                  |                  |                  |                  |